# Аньєс Сораль
Аньєс Сораль (фр. Agnès Soral; нар. 8 червня 1960) — французько-швейцарська акторка театру й кіно. Знялася в понад 30 фільмах, у тому числі й у відомій кінострічці «Вікно в Париж».

## Біографія
Коли Аньєс виповнилося 13 років, її сім'я переїжджає в Гренобль. Там Аньєс вступає в консерваторію і грає в трупі місцевого театру, виступаючи в дитячих садах цього регіону. Дебютує на паризьких підмостках в спектаклі «Наркотична подорож і смерть Димитрія Колатоса». У 17 років знімається в своєму першому фільмі.
У 1985 році з'являється оголеною у французькому журналі для чоловіків Луї. Крім того, стає відомо, що вона страждає на хворобу Вітиліго.
У 1993 році знялася в головній ролі у фантастичній трагікомедії «Вікно в Париж». Актриса зіграла французьку художницю Ніколь, яка через вікно-телепорт опиняється в одній з комуналок Санкт-Петербурга.
Крім кіно, Аньєс Сораль багато знімається в телесеріалах і телешоу. У 2006 році брала участь у відомому телевізійному шоу «Я знаменитість… Витягніть мене звідси!», що виходить на англійських та ірландських супутникових каналах мережі ITV.

## Творчість

### Вибрана фільмографія
- 1977 — Момент божевілля (фр. Un moment d'égarement) — Француаза
- 1978 — Сюрприз в шкарпетці (фр. Chaussette surprise) — Шарлотта
- 1983 — Чао, паяц (фр. Tchao Pantin) — Лола
- 1984 — Момент божевілля (фр. Réveillon chez Bob) — Фло
- 1986 — Машини вбивці (англ. Killing Cars) — Вайолет Блюм
- 1986 — Синій, як пекло (фр. Bleu comme l'enfer) — Кароль
- 1986 — Я тебе люблю (англ. I Love You) — Хелен
- 1986 — Твіст знову в Москві (фр. Twist again à Moscou) — Тетяна
- 1988 — Страх і любов / Еріка
- 1989 — Австралія (фр. Australia) — Агнес Декерс
- 1993 — Мегре (Мегре захищається (Maigret se defend), 8-а серія) — Алін
- 1994 — Мегре (Терпіння Мегре (La patiense de Maigret), 11-я серія) — Алін
- 1993 — Вікно в Париж (фр. Salades russes) — Ніколь
- 2004 — Квартирант (фр. L'Incruste) — Жозіан
- 2005 — Плюшевий синдром (фр. L'Antidote) — Надін Марті
- 2005 — Шлях Лаури (фр. La Voie de Laura) — Рашель
- 2006 — Небесні птиці (фр. Les Oiseaux du ciel) — Еліан де Латур
- 2007 — Бригади тигра (фр. Les Brigades du Tigre) — Мадемуазель Амелі